# غرافهام (كامبريدجشير)
غرافهام (بالإنجليزية: Grafham, Cambridgeshire)‏ هي قرية وأبرشية مدنية تقع في المملكة المتحدة في إنجلترا.